# Spider-Man: Miles Morales
Spider-Man: Miles Morales (укр. «Людина-павук: Майлз Моралес») — пригодницька відеогра, розроблена Insomniac Games і випущена Sony Interactive Entertainment для PlayStation 4 та PlayStation 5. Засновано на супергерої Marvel Comics Майлза Моралеса, яка є другою грою у серії після Spider-Man (2018). Була анонсована на презентації PlayStation 5 у червні 2020, версія для PlayStation 4 була оголошена під час презентації 16 вересня 2020 року.
Випуск відеогри відбувся 12 листопада 2020 року.

## Сприйняття

### Продажі
За півтора місяця від випуску було продано понад 4,1 мільйона копій відеогри. І хоча Spider-Man: Miles Morales не стала настільки ж комерційно успішною, як попередня частина, відеогра посідала третю сходинку у відеоігровому чарті Великої Британії, а також була найпродаванішою відеогрою для PlayStation 5 у Японії.